# Diversibipalium multilineatum
Diversibipalium multilineatum és una espècie de planària terrestre originària del Japó. L'any 2016 es va publicar la troballa per primera vegada d'aquesta espècie a Europa, a Bolonya, Itàlia (trobada el setembre de 2014), i a Legavin, França. És considerada espècie invasora a Europa.
El nombre cromosòmic és de 2x=10.

## Descripció
Aquesta espècie pot mesurar entre 100 i 200 mm de longitud i uns 5 mm d'amplada. El color de la superfície dorsal és marró groguenc i presenta tres bandes longitudinals, una al mig i dues laterals. La banda central s'eixampla sobre el cap o placa cefàlica i també a l'altura de la faringe. La superfície ventral és pàl·lida i també presenta tres bandes longitudinals, una al mig i dos als costats. Aquesta espècie no presenta òrgan copulador, pel que encara no se n'ha descrit la seva morfologia i, per tant, es classifica dins el gènere Diversibipalium.

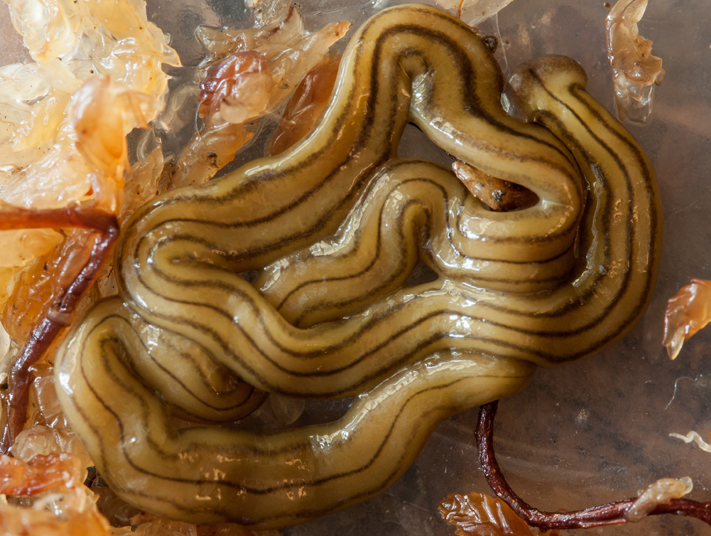
Diversibipalium multilineatum d'Itàlia: Cos amb línies dorsals distintives